# Sønderjyske Håndbold
Sønderjyske Håndbold är en handbollsklubb från Sønderborg på Jylland i Danmark. Klubbens herrlag spelar i den högsta handbollsligan i Danmark efter uppflyttning från division 1 under 2010/11. Damlaget spelar i den näst högsta ligan. Herrarna spelar sina hemmamatcher i Broager Sparekasse Skansen, och damerna i Arena Aabenraa.